# Independent Spirit Awards 2006
La cerimonia di premiazione della 21ª edizione degli Independent Spirit Awards si è svolta il 4 marzo 2006 sulla spiaggia di Santa Monica, California ed è stata presentata da Sarah Silverman. Naomi Watts è stata il presidente onorario.

## Vincitori e candidati
I vincitori sono indicati in grassetto, a seguire gli altri candidati.

### Miglior film
- I segreti di Brokeback Mountain (Brokeback Mountain), regia di Ang Lee
- Truman Capote - A sangue freddo (Capote), regia di Bennett Miller
- Good Night, and Good Luck., regia di George Clooney
- Il calamaro e la balena (The Squid and the Whale), regia di Noah Baumbach
- Le tre sepolture (The Three Burials of Melquiades Estrada), regia di Tommy Lee Jones

### Miglior attore protagonista
- Philip Seymour Hoffman - Truman Capote - A sangue freddo (Capote)
- Heath Ledger - I segreti di Brokeback Mountain (Brokeback Mountain)
- David Strathairn - Good Night, and Good Luck.
- Terrence Howard - Hustle & Flow - Il colore della musica (Hustle & Flow)
- Jeff Daniels - Il calamaro e la balena (The Squid and the Whale)

### Miglior attrice protagonista
- Felicity Huffman - Transamerica
- Dina Korzun - Forty Shades of Blue
- S. Epatha Merkerson - Lackawanna Blues
- Cyndi Williams - Room
- Laura Linney - Il calamaro e la balena (The Squid and the Whale)

### Miglior regista
- Ang Lee - I segreti di Brokeback Mountain (Brokeback Mountain)
- George Clooney - Good Night, and Good Luck.
- Gregg Araki - Mysterious Skin
- Rodrigo García - 9 vite da donna (Nine Lives)
- Noah Baumbach - Il calamaro e la balena (The Squid and the Whale)

### Miglior fotografia
- Robert Elswit - Good Night, and Good Luck.
- Adam Kimmel - Truman Capote - A sangue freddo (Capote)
- John Foster - Keane
- Harris Savides - Last Days
- Chris Menges - Le tre sepolture (The Three Burials of Melquiades Estrada)

### Miglior sceneggiatura
- Dan Futterman - Truman Capote - A sangue freddo (Capote)
- Rodrigo García - 9 vite da donna (Nine Lives)
- Noah Baumbach - Il calamaro e la balena (The Squid and the Whale)
- Guillermo Arriaga - Le tre sepolture (The Three Burials of Melquiades Estrada)
- Ayad Akhtar, Joseph Castelo e Tom Glynn - The War Within

### Miglior attore non protagonista
- Matt Dillon - Crash - Contatto fisico (Crash)
- Jeffrey Wright - Broken Flowers
- Jesse Eisenberg - Il calamaro e la balena (The Squid and the Whale)
- Barry Pepper - Le tre sepolture (The Three Burials of Melquiades Estrada)
- Firdous Bamji - The War Within

### Miglior attrice non protagonista
- Amy Adams - Junebug
- Michelle Williams - I segreti di Brokeback Mountain (Brokeback Mountain)
- Maggie Gyllenhaal - Happy Endings
- Robin Wright Penn - 9 vite da donna (Nine Lives)
- Allison Janney - Our Very Own

### Miglior film d'esordio
- Crash - Contatto fisico (Crash), regia di Paul Haggis
- Lackawanna Blues, regia di George C. Wolfe
- Me and You and Everyone We Know, regia di Miranda July
- Thumbsucker - Il succhiapollice (Thumbsucker), regia di Mike Mills
- Transamerica, regia di Duncan Tucker

### Miglior sceneggiatura d'esordio
- Duncan Tucker - Transamerica
- Sabina Murray - Beautiful Country (The Beautiful Country)
- Ken Hanes - Fixing Frank
- Angus MacLachlan - Junebug
- Miranda July - Me and You and Everyone We Know

### Miglior documentario
- Enron - L'economia della truffa (Enron: The Smartest Guys in the Room), regia di Alex Gibney
- Grizzly Man, regia di Werner Herzog
- Romántico, regia di Mark Becker
- La sierra, regia di Scott Dalton e Margarita Martinez
- Sir! No Sir!, regia di David Zeiger

### Miglior film straniero
- Paradise Now, regia di Hany Abu-Assad
- La sposa turca (Gegen die Wand), regia di Fatih Akın
- Moartea domnului Lazarescu, regia di Cristi Puiu
- Temporada de patos, regia di Fernando Eimbcke
- Tony Takitani, regia di Jun Ichikawa

### Premio John Cassavetes
- Conventioneers, regia di Mora Stephens
- Brick - Dose mortale (Brick), regia di Rian Johnson
- Jellysmoke, regia di Mark Banning
- The Puffy Chair, regia di Jay Duplass
- Room, regia di Kyle Henry

### Truer Than Fiction Award
- Garrett Scott e Ian Olds - Occupation: Dreamland - Viaggio organizzato in Iraq (Occupation: Dreamland)
- Rachel Boynton - Our Brand Is Crisis
- Mark Becker - Romántico
- Thomas Allen Harris - Twelve Disciples of Nelson Mandela

### Producers Award
- Caroline Baron - Truman Capote - A sangue freddo (Capote) e Monsoon Wedding - Matrimonio indiano (Monsoon Wedding)
- Ram Bergman - Brick - Dose mortale (Brick) e Conversations with Other Women
- Mike S. Ryan - Junebug e Palindromes

### Someone to Watch Award
- Ian Gamazon e Neill Dela Llana - Cavite
- Robinson Devor - Police Beat
- Jay Duplass - The Puffy Chair